# ناقل متعادل‌کننده نوکلئوزید
ناقل متعادل‌کننده نوکلئوزید (انگلیسی: Equilibrative nucleoside transporter) گروهی از پروتئین‌های ترابری غشاء هستند که کارشان حمل و نقل نوکلئوزیدهایی چون آدنوزین از خلال پوسته یاخته است.
چهار نوع از این ناقل‌ها تاکنون شناسایی شده‌است:
- ENT1
- ENT2
- ENT3
- ENT4

این پروتئین‌ها توسط بازدارنده‌های بازجذب آدنوزین همچون دی پیریدامول مهار می‌گردد و در پزشکی از خواص اتساع عروق آنها استفاده می‌شود.

## برای مطالعهٔ بیشتر
- Molina-Arcas M, Casado FJ, Pastor-Anglada M (Oct 2009). "Nucleoside transporter proteins". Current Vascular Pharmacology. 7 (4): 426–34. PMID 19485885. Archived from the original on 13 January 2013. Retrieved 14 July 2020.
- Baldwin SA, Beal PR, Yao SY, King AE, Cass CE, Young JD (Feb 2004). "The equilibrative nucleoside transporter family, SLC29". Pflügers Archiv. 447 (5): 735–43. doi:10.1007/s00424-003-1103-2. PMID 12838422.
- Molina-Arcas M, Trigueros-Motos L, Casado FJ, Pastor-Anglada M (Jun 2008). "Physiological and pharmacological roles of nucleoside transporter proteins". Nucleosides, Nucleotides & Nucleic Acids. 27 (6): 769–78. doi:10.1080/15257770802145819. PMID 18600539.